# Bernt Ericson
Bernt Ingvar Ericson, född 29 1945 och uppvuxen utanför Västerås, är en svensk civilingenjör. Han var mellan 1994 och 1998 forskningsdirektör vid telefonföretaget Ericsson, en post han efterträddes på av Håkan Eriksson. 
Ericson tog 1969 en civilingenjörsexamen i elektroteknik vid KTH och började därefter sin karriär inom Telefon AB L M Ericsson, bland annat med utvecklingen av AXE-växeln. Från år 2000 ledde han framtidsstudiegruppen Ericsson Foresight, men 2004 lämnade han företaget. Han är vidare ordförande för Interaktiva institutet, för Institute for Management of Innovation and Technology (IMIT) samt för Vinnovas kompetenscentrum för Parallel and Scientific Computing (PSCI). 
Ericson invaldes 1994 som ledamot av Ingenjörsvetenskapsakademien och utnämndes år 2000 till hedersdoktor vid Uppsala universitet. Han tilldelades 2009  KTH:s guldmedalj i industriell systemteknik.